# Vashakidze (cráter)

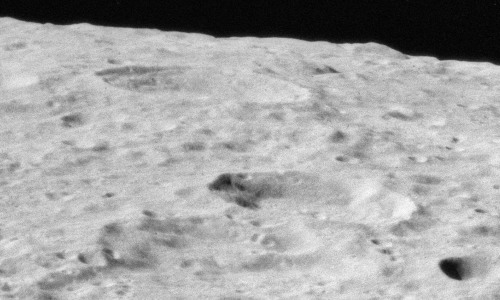
Vista oblicua desde el Apolo 16, mostrando Boss arriba a la izquierda y Vashakidze abajo a la derecha

Vashakidze es un cráter de impacto localizado en la cara oculta de la Luna, justo más allá del terminador noreste. Esta zona de la superficie es visible desde la Tierra en combinaciones adecuadas de libración y de luz solar. El borde sureste de este cráter roza el límite exterior de la enorme planicie amurallada del cráter Harkhebi. Se encuentra al sureste del cráter Boss y al noreste de la llanura murada en ruinas de Riemann.
|  |  |

Este cráter tiene un borde bien definido que apenas ha sufrido desgaste debido a la erosión por otros impactos. Es aproximadamente circular, con protuberancias hacia el sur y el este, dándole una apariencia ligeramente sesgada. La pared interior muestra un cierto descenso en los bordes, particularmente al norte y al sudeste, pero con poco desarrollo de terrazas. El suelo interior aparece relativamente nivelado, con algunas irregularidades en la mitad oriental.